# پادشاهی کی‌داراب
«پادشاهی کی‌داراب» بیستمین پادشاه ایران و هشتمین پادشاه کیانی در شاهنامهٔ فردوسی است که عهد دوازده سالهٔ پادشاهیِ کی‌داراب را داستان می‌کند.
کی‌داراب در یکی از نبردهای خود با روم، با فیلقوس نبرد می‌کند و سپاه او را شکست می‌دهد و پس از صلح، ناهید دختر فیلقوس را به همسری برمی‌گزیند و با خود به ایران می‌آورد. کی‌داراب از ناهید به‌دلیل نفس بد بویش دل‌آزرده می‌شود و او را که باردار است به روم بازمی‌گرداند. اسکندر از ناهید در خانهٔ فیلقوس زاده می‌شود. به‌دلیل ترس از سرافکندگی زایش اسکندر مستور می‌ماند و اسکندر پسر فیلقوس شناخته می‌شود. بدین سبب کینهٔ ایرانیان در دل رومیان ریشه می‌دواند.
کی‌داراب که همسر دیگری برگزیده است، صاحب فرزند دیگری به نام دارا می‌شود. کی‌داراب پیش از مرگ دارا را جانشین خود می‌کند و درمی‌گذرد. در زمان یورش اسکندر به ایران، دارا (داریوش سوم) از اسکندر شکست می‌خورد.